# Temagami River
Temagami River (französisch Rivière Témagami) ist ein linker Nebenfluss des Sturgeon River in der kanadischen Provinz Ontario.
Der Temagami River verlässt den Lake Temagami aus der Outlet Bay in südlicher Richtung.
Dabei durchfließt er den angrenzenden Cross Lake sowie den Surveyor Lake.
Der Abfluss des Surveyor Lake wird vom Cross Lake Dam reguliert.
Der Temagami River fließt weiter in südlicher Richtung und erreicht den Red Cedar Lake, einem Stausee, in welchen auch der Marten River mündet.
Der Temagami River durchfließt unterhalb der Staudämme des Red Cedar Lake den Thistle Lake.
Er setzt seinen Lauf in westlicher Richtung fort und mündet schließlich nach etwa 50 km in den Sturgeon River.
Der Temagami River besitzt mehrere Wildwasserabschnitte der Klassen I und II sowie einige, die eine Portage erfordern.